# Fritz Thost

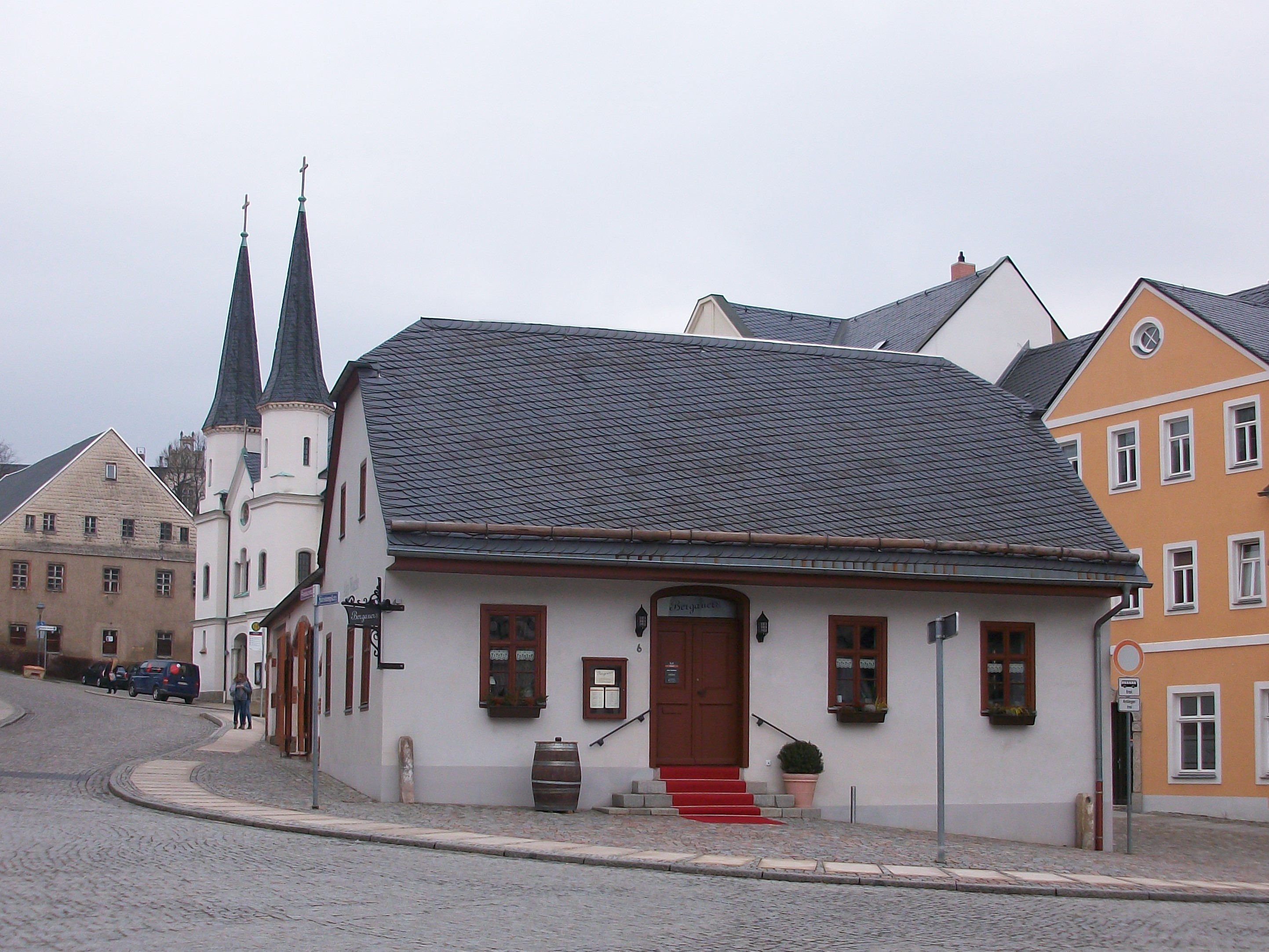
Gauschnitzschule, ab 1938 Wirkungsstätte Thosts

Fritz Louis Thost (* 23. November 1905 in Rödlitz; † 14. August 1974 in Lemgo) war ein deutscher Lehrer, Zeichner und Dichter.
Thost wurde in der Nähe von Lichtenstein/Sa. geboren und wirkte die meiste Zeit seines Lebens als Lehrer in Schneeberg (Erzgebirge). 1938 wurde er Leiter der von der nationalsozialistischen Gemeinschaft Kraft durch Freude (KdF) betriebenen Gauschnitzschule, die auf seine Anregung im Gebäude der alten Hauptwache am Fürstenplatz gegründet worden war. Er war sächsischer Gaureferent für Feierabendkunst in der KdF und veröffentlichte mehrere Bücher, u. a. über das Schnitzen im Erzgebirge, die er teilweise auch selbst illustrierte.

## Werke (Auswahl)
- Der deutsche Weg zu Gott. Bilder der Andacht für Schule und Haus, 1934
- Erzgebirgische Feierabendkunst. Ein Buch von Schnitzern und Bastlern in alter und neuer Zeit 1935
- S is Feierohmd. Von meinen Freunden, den Schnitzern und Bastlern im Erzgebirge, 1937
- Erzgebirgsheimat. Gedichte und Zeichnungen, Schwarzenberg 1938
- Schneeberger Weihnachtsschau. Im Zeichen des silbernen Herzens. In: Sachsen 2 (1938), H. 5, S. 6f.
- Die drei Erzgebirge, 1939
- Zeichenskizzen zum deutschen Geschichtsunterricht, 1940
- Unser Führer zum 20. April, in: Der Sächsische Kalender, 1941, S. 30
- Schneeberger Weihnachtsbüchlein (Beteiligung)
- Eine Hucke Holz (Gedichte, 2021) ISBN 978-3-347-46424-7

## Ehrungen
- 1939 Ehrenpreis für Feierabendschnitzkunst, verliehen durch Martin Mutschmann

## Ausstellungen
2012 wurden zur 800-Jahr-Feier von Griesbach mehrere seiner Bilder ausgestellt.